# Kronfågel ishall
Kronfågel ishall är en ishall som ligger bredvid Backavallen i Backaområdet i Katrineholm. Ishallen byggdes 2006 och har fått sitt namn då livsmedelsproducenten Kronfågel är en av Katrineholms största arbetsgivare och även en partner till Katrineholms kommun. 
Ishallen har tidigare hetat Woodyhallen och Fastighetbyrån Arena, men detta ändrades 2020 då den nya isarenan byggdes och Kronfågel blev ny partner till kommunen. 